# Dendrobin
Dendrobin gehört zu den Dendrobium-Alkaloiden, die in Orchideen der Gattung Dendrobium vorkommen. Die getrockneten Stängel von Dendrobium nobile finden als  „Chin-Shih-Hu“ in der traditionellen chinesischen Medizin Verwendung als Fieber- und Stärkungsmittel.
Die Verbindung wurde erstmals 1932 von Hideki Suzuki durch Extraktion und Kristallisation isoliert. Die Struktur wurde 1964 durch drei Arbeitsgruppen unabhängig voneinander aufgeklärt 1972 wurde die erste  Totalsynthese, die zu einem racemischen Gemisch von Dendrobin führt, beschrieben und 2012 wurde eine asymmetrische Totalsynthese veröffentlicht.

## Eigenschaften
Dendrobin kristallisiert aus Diethylether in Form farbloser Nadeln oder Prismen, mitunter auch als brettartige Kristalle. Die Verbindung lässt sich sublimieren, besitzt einen bitteren Geschmack und ist in organischen Solventien löslich. Das Hydrochlorid der Verbindung lässt sich durch Einleiten von Chlorwasserstoff in die etherische Lösung abscheiden und ist in Wasser leicht löslich.

## Struktur
Die Verbindung besitzt ein tetracyclisches Ringsystem mit insgesamt sieben Stereozentren. Neben dem zentralen Cyclohexan-Ring enthält das Molekül einen Cyclopentan-Ring, eine Pyrrolidin-Einheit, sowie ein Butyrolacton-Strukturelement.

## Synthese
Die enantioselektive Totalsynthese von (–)-Dendrobin gelingt in 18 Schritten. Ausgehend von dem α,β-ungesättigten Ester 1 wird zunächst der Cyclohexanring über das Lacton 2 mit einer Ireland-Claisen-Umlagerung aufgebaut. Die Aldehydgruppe des  Cyclohexenon-Derivats 3 wird in ein Enamin überführt, das im Sinne einer intramolekularen Michael-Addition zur bicyclischen Verbindung 4 reagiert. Nach der Hydrierung zur Aminoverbindung 5 wird über eine regioselektive Bromierung und anschließender nukleophiler Substitution der Pyrrolidinring aufgebaut. Die Totalsynthese zum (−)-Dendrobin 6 wird durch eine reduktiven Lactonisierung abgeschlossen.